# Salifou Diarrassouba
Salifou Diarrassouba (Tengréla, 20 dicembre 2001) è un calciatore burkinabé naturalizzato ivoriano, centrocampista dell'ASEC Mimosas e della nazionale ivoriana.

## Carriera

### Club
Diarrassouba è cresciuto calcisticamente nell'ASEC Mimosas, che lo ha aggregato in prima squadra nel 2019. Il 28 settembre 2020 è stato ceduto in prestito al San Gallo, con cui ha debuttato il 30 gennaio 2021 nell'incontro di Super League perso 3-2 contro lo Zurigo. Il 25 maggio ha segnato il suo primo gol con il club svizzero, aprendo le marcature nella vittoria per 2-1 contro il Servette in campionato.
Al termine della stagione 2021-2022 ha fatto ritorno in Costa d'Avorio all'ASEC Mimosas.

### Nazionale
Nel 2019 ha partecipato alla Coppa delle nazioni africane Under-20 con il Burkina Faso. Nel 2023 ha deciso di optare per la nazionale ivoriana, con cui ha partecipato al Campionato delle Nazioni Africane 2022.

## Statistiche

### Presenze e reti nei club
Statistiche aggiornate al 20 dicembre 2023.
| Stagione        | Squadra         | Campionato      | Campionato | Campionato | Coppe nazionali | Coppe nazionali | Coppe nazionali | Coppe continentali | Coppe continentali | Coppe continentali | Altre coppe | Altre coppe | Altre coppe | Totale | Totale | Totale |
| Stagione        | Squadra         | Comp            | Pres       | Reti       | Comp            | Pres            | Reti            | Comp               | Pres               | Reti               | Comp        | Pres        | Reti        | Pres   | Reti   |        |
| --------------- | --------------- | --------------- | ---------- | ---------- | --------------- | --------------- | --------------- | ------------------ | ------------------ | ------------------ | ----------- | ----------- | ----------- | ------ | ------ | ------ |
| 2019-2020       | ASEC Mimosas    | L1              | ?          | ?          |                 | -               | -               |                    | -                  | -                  |             | -           | -           | ?      | ?      |        |
| 2020-2021       | San Gallo       | SL              | 5          | 1          | CS              | 0               | 0               |                    | -                  | -                  |             | -           | -           | 5      | 1      |        |
| 2021-2022       | San Gallo       | SL              | 9          | 0          | CS              | 1               | 0               |                    | -                  | -                  |             | -           | -           | 10     | 0      |        |
| 2021-2022       | San Gallo II    | 1L              | 14         | 3          |                 | -               | -               |                    | -                  | -                  |             | -           | -           | 14     | 3      |        |
| 2022-2023       | ASEC Mimosas    | L1              | ?          | ?          |                 | -               | -               | CCL+CCC            | 3+9                | -                  |             | -           | -           | 12+    | 0+     |        |
| 2023-2024       | ASEC Mimosas    | L1              | ?          | ?          |                 | -               | -               | CCL                | 8                  | 0                  |             | -           | -           | 8+     | 0+     |        |
| Totale carriera | Totale carriera | Totale carriera | 28+        | 4+         |                 | 1               | 0               |                    | 20                 | 0                  |             | -           | -           | 49+    | 5+     |        |

### Cronologia presenze e reti in nazionale
| Cronologia completa delle presenze e delle reti in nazionale ― Costa d'Avorio | Cronologia completa delle presenze e delle reti in nazionale ― Costa d'Avorio | Cronologia completa delle presenze e delle reti in nazionale ― Costa d'Avorio | Cronologia completa delle presenze e delle reti in nazionale ― Costa d'Avorio | Cronologia completa delle presenze e delle reti in nazionale ― Costa d'Avorio | Cronologia completa delle presenze e delle reti in nazionale ― Costa d'Avorio | Cronologia completa delle presenze e delle reti in nazionale ― Costa d'Avorio | Cronologia completa delle presenze e delle reti in nazionale ― Costa d'Avorio |
| Data                                                                          | Città                                                                         | In casa                                                                       | Risultato                                                                     | Ospiti                                                                        | Competizione                                                                  | Reti                                                                          | Note                                                                          |
| ----------------------------------------------------------------------------- | ----------------------------------------------------------------------------- | ----------------------------------------------------------------------------- | ----------------------------------------------------------------------------- | ----------------------------------------------------------------------------- | ----------------------------------------------------------------------------- | ----------------------------------------------------------------------------- | ----------------------------------------------------------------------------- |
| 14-1-2023                                                                     | Algeri                                                                        | Costa d'Avorio                                                                | 0 – 1                                                                         | Senegal                                                                       | Campionato delle Nazioni Africane 2022 - 1º turno                             | -                                                                             | 89’                                                                           |
| 18-1-2023                                                                     | Algeri                                                                        | RD del Congo                                                                  | 0 – 0                                                                         | Costa d'Avorio                                                                | Campionato delle Nazioni Africane 2022 - 1º turno                             | -                                                                             |                                                                               |
| 22-1-2023                                                                     | Algeri                                                                        | Uganda                                                                        | 1 – 3                                                                         | Costa d'Avorio                                                                | Campionato delle Nazioni Africane 2022 - 1º turno                             | -                                                                             |                                                                               |
| 27-1-2023                                                                     | Algeri                                                                        | Algeria                                                                       | 1 – 0                                                                         | Costa d'Avorio                                                                | Campionato delle Nazioni Africane 2022 - Quarti di finale                     | -                                                                             | 27’ 82’                                                                       |
| Totale                                                                        |                                                                               | Presenze                                                                      | 4                                                                             |                                                                               | Reti                                                                          | 0                                                                             |                                                                               |